# Andrej iz Loke
Andrej iz Loke, znan tudi kot Andreas von Lack, Anrdeas de Las ali Andreas von Laas, slovenski poznogotski stavbar druge polovice 15. stoletja.
Leta 1477 je zidal cerkev pri sv. Ivanu v Landarju, v 80. letih 15. stol. cerkev v Ponikvah. Zaradi napačnega čitanja napisa in letnice v Ponikvah je bil dosedaj znan večinoma pod imenom Andrej iz Loža (de Las).
Andreju iz Loke pa pripisujejo izgradnjo cerkva tudi v Briščah (1477), Ahtenu (1477), Porčinju (1480), Sedlu pri Borjani (1480) in Volarjah pri Tolminu (1480).